# Jamaïque aux Jeux du Commonwealth
La Jamaïque participe aux Jeux du Commonwealth depuis les Jeux de 1934 à Londres. Le pays a été l'hôte des Jeux de 1966 à Kingston. Ironie de l'histoire, ces Jeux de 1966 sont l'un des deux seuls où les Jamaïcains n'obtiennent pas de médaille d'or - la sprinteuse Carmen Smith-Brown échouant notamment à un dixième de seconde à prendre la première place au 80 mètres haies. 
Avec cinquante-deux médailles d'or à leur palmarès, les Jamaïcains se situent douzièmes au classement des médailles. Ils brillent particulièrement dans les épreuves d'athlétisme, ayant notamment remporté six fois l'épreuve du 100 mètres hommes : Don Quarrie la remporte trois fois dans les années 1970, et la star Asafa Powell en 2006. Les Jamaïcains ont également obtenu de bons résultats en boxe (dont deux médailles d'or), et des médailles plus sporadiques dans d'autres disciplines : une médaille de bronze en tir sportif pour Julio Machado à domicile aux Jeux de Kingston en 1966, et une de bronze en haltérophilie pour Dudley Lawson la même année ; une médaille d'argent et une de bronze au sprint 1 km homme sur piste en cyclisme dans les années 1970 ; deux médailles de bronze en netball (2002 et 2014) ; et cinq médailles en natation : l'argent de William McCatty en brasse en 1934, puis une médaille d'argent et une de bronze chacune pour Janelle Atkinson et Alia Atkinson (sans lien de parenté) en 2002 et 2014 respectivement.
À la suite des Jeux de 2014, les Jamaïcains détiennent dix records des Jeux en athlétisme (dont les relais 4x100 mètres et 4x400 mètres hommes et femmes, avec des athlètes tels que Shelly-Ann Fraser-Pryce, Veronica Campbell-Brown et Usain Bolt), et un en natation : le 50 mètres brasse d'Alia Atkinson en 30,17 secondes en 2014.

## Médailles
Résultats par Jeux :
| Année | Médaille d'or | Médaille d'argent | Médaille de bronze | Total   | Rang    |
| ----- | ------------- | ----------------- | ------------------ | ------- | ------- |
| 1934  | 0             | 1                 | 1                  | 2       | 10e     |
| 1938  | absents       | absents           | absents            | absents | absents |
| 1950  | absents       | absents           | absents            | absents | absents |
| 1954  | 1             | 0                 | 0                  | 1       | 14e     |
| 1958  | 4             | 2                 | 1                  | 7       | 6e      |
| 1962  | 3             | 1                 | 1                  | 5       | 8e      |
| 1966  | 0             | 4                 | 8                  | 12      | 16e     |
| 1970  | 4             | 2                 | 1                  | 7       | 8e      |
| 1974  | 2             | 1                 | 0                  | 3       | 11e     |
| 1978  | 2             | 2                 | 3                  | 7       | 8e      |
| 1982  | 2             | 1                 | 1                  | 4       | 11e     |
| 1986  | boycott       | boycott           | boycott            | boycott | boycott |
| 1990  | 2             | 0                 | 2                  | 4       | 11e     |
| 1994  | 2             | 4                 | 2                  | 8       | 13e     |
| 1998  | 4             | 2                 | 0                  | 6       | 9e      |
| 2002  | 4             | 6                 | 7                  | 17      | 13e     |
| 2006  | 10            | 4                 | 8                  | 22      | 7e      |
| 2010  | 2             | 4                 | 1                  | 7       | 16e     |
| 2014  | 10            | 4                 | 8                  | 22      | 10e     |
| Total | 52            | 38                | 44                 | 134     | 12e     |

Athlètes ayant remporté au moins trois médailles d'or aux Jeux :
| Nom           | Médailles d'or | Jeux             | Discipline | Épreuves                                   |
| ------------- | -------------- | ---------------- | ---------- | ------------------------------------------ |
| Don Quarrie   | six            | 1970, 1974, 1978 | Athlétisme | 100 mètres, 200 mètres, relai 4x100 mètres |
| Keith Gardner | trois          | 1954, 1958       | Athlétisme | 100 yard, 120 yard haies                   |
| Merlene Ottey | trois          | 1982, 1990       | Athlétisme | 100 mètres, 200 mètres                     |